# Miracolo di Natale
Miracolo di Natale (The Christmas Blessing) è un film TV del 2005 tratto dal romanzo di Donna VanLiere e diretto da Karen Arthur, sequel di Le scarpette di Maggie.

## Trama
Quando il cardiochirurgo Nathan Andrews (Neil Patrick Harris) perde un paziente durante un'operazione entra in crisi e medita di abbandonare la professione. Decide così di prendersi un periodo di pausa per trascorrere le vacanze con suo padre nella sua città d'origine. Qui inizia a fare volontariato come allenatore presso la locale scuola elementare dove farà conoscenza con Charlie (Angus T. Jones), un giovane ragazzo appena arrivato in città che ha da poco perso la mamma e Meghan (Rebecca Gayheart), l'insegnante di Charlie. Insieme a loro Nathan ritroverà l'entusiasmo di un tempo ma le cose si complicheranno quando scoprirà che il ragazzo soffre di un gravissimo difetto cardiaco e Meghan ha la cirrosi e morirà se non subirà presto un trapianto.